# Linda Jarvis
Linda Jarvis née Howard (28 juli 1955) is een voormalig Brits professioneel tafeltennisster die uitkwam voor Engeland.

## Belangrijkste resultaten
- Goud in het vrouwen dubbelspel op de Europese kampioenschappen in 1976 met Jill Hammersley.
- Zilver met het team op de Europese kampioenschappen in 1976.
- Zilver in het gemengd dubbelspel op de Europese kampioenschappen in 1980 met Desmond Douglas.
- Brons in het vrouwen dubbelspel op de Europese kampioenschappen in 1980 met Jill Hammersley.
- Brons in het vrouwen dubbelspel op de Europese kampioenschappen in 1982 met Jill Hammersley.
- Brons met het team op de Europese kampioenschappen in 1982.